# Klemens Rethmann

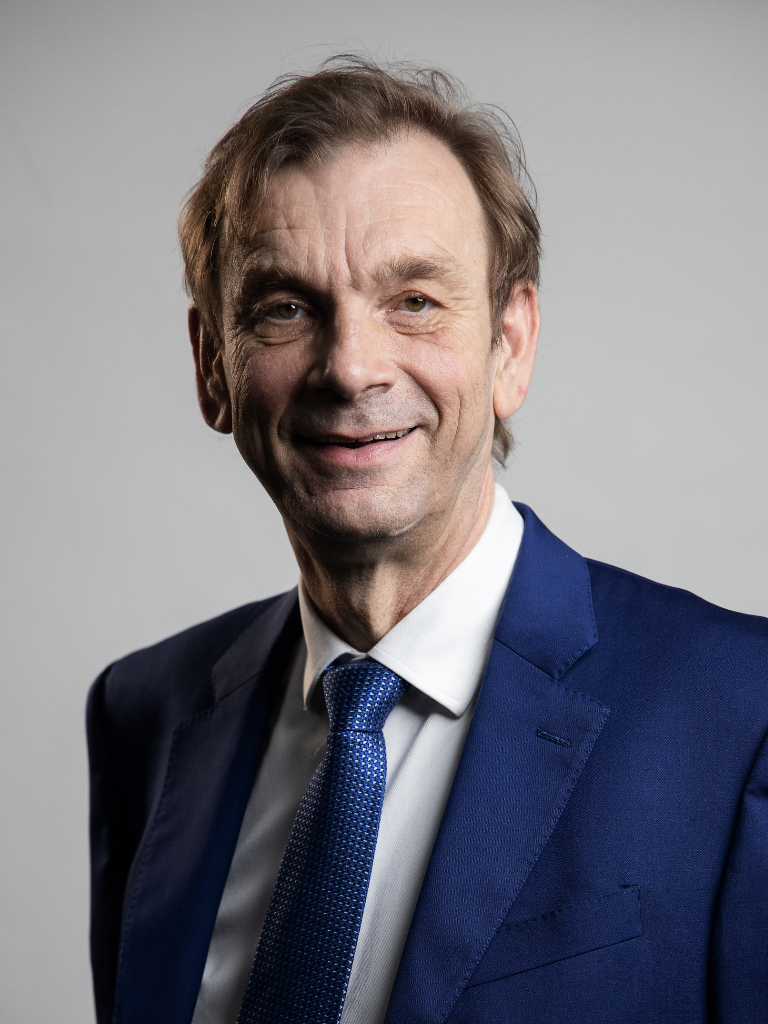
Klemens Rethmann

Klemens Rethmann (* 23. Februar 1965 in Münster, Deutschland) ist ein deutscher Unternehmer und Sprecher des Vorstandes der Rethmann SE & Co. KG, die ihren Hauptsitz in Selm, Westfalen hat.

## Herkunft und Ausbildung
Klemens Rethmann wuchs gemeinsam mit seinen drei Brüdern in einer katholischen Unternehmerfamilie in Selm auf. Seine Eltern sind Norbert und Irmgard Rethmann. Er studierte an der Universität Bielefeld Betriebswirtschaftslehre und schloss als Diplom-Kaufmann ab.

## Berufliches Wirken
Klemens Rethmann begleitete bereits als Jugendlicher seinen Vater auf diversen Geschäftsreisen und wurde – wie seine drei Brüder – früh an unternehmerische Verantwortung herangeführt. Nach seinem erfolgreichen Studium der Betriebswirtschaftslehre in Bielefeld trat er in das Familienunternehmen ein und durchlief dort verschiedene Stationen und Geschäftsbereiche. Er begann in der Leitung der Sparte Data und übernahm später Führungsverantwortung zunächst in Süddeutschland, danach auch in Nordrhein-Westfalen. Für die gesamten Entsorgungsaktivitäten innerhalb des Familienunternehmens übernahm er die Verantwortung für den Bereich Duale Systeme sowie für die Fahrzeug- und Sortiertechnik.
Die Berufung in den Vorstand der Rethmann AG & Co. KG erfolgte 1994. 1998 wurde er Mitglied des Vorstandes der Saria AG & Co. KG, später deren Sprecher. Am 1. August 2007 wechselte Klemens Rethmann als Mitglied des Vorstands von Saria zur Rhenus AG & Co. KG und übernahm zum 1. Oktober 2008 die Funktion des Vorstandssprechers. Im April 2022 schied Klemens Rethmann aus dem Vorstand der Rhenus SE & Co. KG aus und fokussiert sich seitdem auf seine Funktion als Sprecher des Vorstandes der Rethmann SE & Co. KG.

## Mitgliedschaften und Ehrenamt
- Sprecher des Vorstandes der RETHMANN SE & Co. KG
- Mitglied des Aufsichtsrates der REMONDIS SE & Co. KG
- Mitglied des Aufsichtsrates der Rhenus SE & Co. KG
- Mitglied des Aufsichtsrates der SARIA SE & Co. KG
- Mitglied im Rat für Wirtschaft und Soziales im Bistum Essen[7]
- Mitglied im Verwaltungsrat der HSBC Deutschland.